# Бородін Дмитро Миколайович
Дмитро Миколайович Бородін (англ. Dmitry N. Borodin) (23 листопада 1887 — 16 червня 1957) — український, російський та американський ентомолог та менеджер науки.

## Біографія
Дмитро Іванович Бородін народився 23 листопада 1887 року в Уральську (нині Казахстан). Його батько — громадський діяч та іхтіолог  М. А. Бородін із знаного роду уральських козаків. Дмитро закінчив Петербурзьку школу Карла Мая (1906) і Санкт-Петербурзький університет (1910). В останньому він вчився на одному курсі з відомим ентомологом Борисом Петровичем Уваровим та біологом О. О. Любищевим. Закінчивши університет (1910), Бородін того ж року стажувався з ентомології у профессора Отто Бючлі у Гайдельберзькому університеті.
У Росії Д. Бородін обійняв посаду молодшого спеціаліста Департаменту землеробства на Полтавській сільськогосподарській дослідній станції. На початку 1914 року він організував і очолив ентомологічне бюро Полтавського земства і став відповідно губернським ентомологом. Він опублікував перший річний звіт про роботу Бюро, згодом видавалися «Листки ентомологічного бюро» (1914—1915). За перший рік роботи Бюро створило сітку з 597 власних кореспондентів, провело детальне обстеження угідь на теренах губернії. Серед працівників Бюро були Б. О. Боженко, Ф. М. Дишлер, В. Ф. Лебедєва.
На початку Першої світової війни Д. М. Бородіна мобілізували до козачої дивізії хорунжим. За особисту хоробрість він одержав декілька нагород і офіцерське звання. Одержавши поранення, він повернувся до Уральська. Після 1917 року він воював у складі Білої армії, став співробітником денікінського міністерства і згодом евакуювався із Новоросійська з дружиною і двома дітьми на кораблі «Буковина» до Югославії. Потім були Болгарія, Франція і 21 листопада 1920 року він емігрував до США, де вже жив його батько.

### Наукова і організаційна діяльність у США
Наступного року він працював ентомологом в Університеті Каліфорнії. Восени 1921 року він зістрівся з М. І. Вавіловим, який запропонував йому організувати пересилання до СРСР зразків сортового насіння і наукову літературу. Проект реалізувався як «Російське сільськогосподарське бюро» (Russian Agricultural Bureau) — Нью-Йоркський філіал відділу прикладної ботаніки й селекції Державного інституту дослідної агрономії. Пересилання здійснювалося за рахунок добродійної організації APA. Лише за два перші роки Бюро надіслало до Петрограду 8000 зразків селекційного насіння та понад 5500 екземплярів книжок. Ситуація була такою, що російські науковці прохали надсилати навіть ручки та чорнило. 1924 року Бородін розпочав видавати журнал «Огляд американського сільського господарства». Час від часу у Дмитра Миколайовича виникали конфлікти з радянським начальство і, попри захист з боку Вавілова, Бородіна зрештою звільнили.
 Завдячуючи йому [Бородіну], на американські гроші [в Україні] було організовано роботу по дослідженню уражения зернових культур комахами шкідниками. Був призначений на роботу полтавський ентомолог О. Знаменський з неймовірною за тими російськими часами платнею в 250 доларів <…> На цю суму тоді можна було тримати половину Полтавської станції. 
У 1922 році Бородін брав участь в американській комисії з надання допомоги голодуючим Росії, допомагав налагоджувати контакти між азіатським проектом родини Реріхів та чиновниками СРСР і США. Д. Бородін опублікував декілька статей з  агротехніки, деякий час захоплювався дослідами з яровизації  (за методом Т. Д. Лисенка ), радіобіології, написав біографічні замітки про російських біологів — генетика М. К. Кольцова , ентомологів М. В. Курдюмова, О. К. Мордвилка і М. Я. Кузнєцова, а також книгу спогадів.
Поховали його на козачій ділянці Володимирівського цвинтарю при фермі Руського об'єднаного товариства взаємодопомоги в Америці у штаті Нью-Джерсі. Напис на його могильному камені: «Intelectual Enthusiast».
В СРСР у Д. Бородіна лишалася мати, молодший брат та сестра Тетяна (1898—1937). Останню розстріляли в Ленінграді під час масових політичних репресій.
 «…треба віддати йому належне за чималий внесок в інтродукцію в Росію декількох десятків тисяч зразків різних культур, в тому числі, не лише американського походження, а й з інших регіонів Старого Світу <…> Не менш важливою є заслуга Бородіна у забезпеченні різних наукових установ спеціальною іноземною літературою, приладами та іншими матеріалами <…> Не можна забувати й ті продовольчі посилки, які він відправляв Вавілову та його співробітникам у ті голодні роки. Неабиякою була також його роль у налагодженні їх зв'язків з відомими зарубіжними вченими, в організації прийому та поїздок радянських фахівців до Америки». 

## Наукові праці
- Очерк флоры Средней Эмбы // Русский ботанический журнал,1909, 6: 94-123 (у співавторстві з Б. П. Уваровим).
- Борьба с саранчой в Джизакском уезде. — Туркестанський Куръер (Ташкент), 1909, с. 150—151.
- Железные щиты при борьбе с саранчой. Тифлис, 1913, 8 с.
- Действие бактерий д'Эрелля на перелётную саранчу // Энтомологический вестник, (Киев), 1914, 2(1): 54–87.
- Медведка и борьба с ней // Хуторянин, 1914, с. 38.
- Вопрос о бактериальном методе борьбы с саранчой. — Тр. 1-го Всероссийского съезда деятелей по прикладной энтомологии в Киеве в 1913 г. Киев, 1915, с. 37-46.
- Открытие двух яйцевих паразитов в окрестностях Ставрополя // Любитель природы, (Петроград), 1916, 11(5): 126—129.
- The present status of Entomology and Entomologists in Russia. Journal of Economic Entomology, Volume 15, Issue 2, 1 April 1922, p. 172—177 — https://zenodo.org/record/1528598#.XVVSaHtn1PY;  https://archive.org/stream/in.ernet.dli.2015.41464/2015.41464.Journal-Of-Economic-Entomology-1922-Vol15-No2_djvu.txt.
- Practice of Estimating losses caused by Insect Pests to the small giains in Russia // Journal of Ecological Entomology, 1926? 19: 227—235.
- Russian field crops in the United States. Pages 61–86 in B.M. Duggar, ed. Proc. Internat. Congress Plant Sci. 1926. Vol. 1. Ithaca, NY. Collegiate Press, George Banta Publishing Co., Menasha, 1929, WI.
- Vergleichende histologie der hautorgane bei den Chloraemiden (Polychaeta) // Zeitschrift für Morphologie und Ökologie der Tiere, 1929,16, 26–48.
- Energy emanation during cell division processes (M-rays). // Plant Physiol. 1930, 5(1): 119—129.
- Yarovization formulas for winter oats and barleys // American Journal of Botany, 1933, 20: 677—678.
- Yarovization formulas for winter oats. — New York, 16 pp.
- M-rays macro-effect and planimetric drop culture method // International Congress of Electro-Radio-Biology, Venice, 1934, 75.
- Borodin D. N.. M-rays macro-effect and planimetric drop culture method // Radiobiologia Generalis, 1935, 3: 802—816